# Stanley G. Crawford
Pour les articles homonymes, voir Crawford.
Stanley G. Crawford, né le 2 octobre 1937 à San Diego en Californie et mort le 25 janvier 2024, est un écrivain américain de roman policier.

## Biographie
Il fait ses études à l’université de Chicago, puis à la Sorbonne à Paris. Il devient professeur d’anglais au Northbranch College de Santa Cruz. Il rédige également plusieurs articles pour la presse (New York Times, Los Angeles Times, Country Living…) et est l’auteur de cinq romans et de deux mémoires.
Son premier titre, Le Grossium, publié à la Série noire en 1969, raconte les aventures de Gascogne, un magnat de l’alimentaire qui tient sous son emprise l’ensemble de la ville et dont la domination se voit remise en cause par un individu anonyme. Ce roman, un excellent pastiche du roman noir d'alors, offre une virulente critique de l'économie américaine et de sa notion de libre entreprise. Les autres romans de Crawford n'appartiennent pas au genre policier. Carnet de bord (1971), par exemple, est le récit poétique et humoristique des mésaventures d'un couple qui met les voiles sur un chaland chargé d'ordures ménagères pour un périple de quarante ans sur toutes les mers du globe.

## Œuvre

### Romans
- Gascoyne (1966) Publié en français sous le titre Le Grossium, Paris, Gallimard, Série noire no 1275, 1969, réédition Paris, Gallimard, Carré noir no 520, 1984.
- Travel Notes (1967)
- The Log of the SS the Mrs Unguentine (1971) Publié en français sous le titre Carnet de bord, Buchet Chastel, 1972.
- Some Instructions to My Wife (1978) Publié en français sous le titre Catalogue raisonnée de la vie domestique, Buchet Chastel, 1980.
- Mayordomo: Chronicle of an Acequia in Northern New Mexico (1988)
- A Garlic Testament: Seasons on a Small Farm in New Mexico (1992)
- The River in Winter (2003)
- Petroleum Man (2005)
- Seed (2015)

## Sources
- Claude Mesplède (dir.), Dictionnaire des littératures policières, vol. 1 : A - I, Nantes, Joseph K, coll. « Temps noir », 2007, 1054 p. (ISBN 978-2-910-68644-4, OCLC 315873251), p. 493.
- Claude Mesplède et Jean-Jacques Schleret, SN, voyage au bout de la Noire : inventaire de 732 auteurs et de leurs œuvres publiés en séries Noire et Blème : suivi d'une filmographie complète, Paris, Futuropolis, 1982, 476 p. (OCLC 11972030), p. 94-95.
- Claude Mesplède  et Jean-Jacques Schleret (Éd. rév. de: SN, voyage au bout de la Noire), Les auteurs de la Série noire, 1945-1995, Nantes, Joseph K, coll. « Temps noir », 1996, 627 p. (ISBN 978-2-910-68611-6, OCLC 300207570), p. 113-114.